# 桜井知達
桜井 知達（さくらい ちたつ、寛政9年（1797年） - 文化11年（1814年））は、江戸時代の囲碁棋士。七世安井仙角仙知門下。本因坊丈和、井上幻庵因碩と角逐するが、18歳で夭逝。
本因坊丈和は10歳年長で、丈和が22歳の文化6年（1809年）から先番での棋譜が残されている。15歳二段の文化8年（1811）年からは1歳年少の井上幻庵因碩（服部立徹）と、因碩先番から始まって数多く対局し、因碩は初手合から1年で先相先、その半年後には互先と迫り、1813年10月から翌年1月にかけての最終局まで、因碩の『奕図』に収められた98局のうち44局が知達との対局になっている。1814年に死去。因碩は「今秋知達不幸にして死す。少年十八歳。惜しいかな、秀徹にしてその才智曾て及ぶ者無し。嘆くべし」と述べた。
最終局
1813年10月24日に打たれて、打掛けの後、翌年1月14日に打ち継がれた、服部立徹との最終局（知達先番）。
黒1（55手目）と迫ったところ、白2が立徹は「悪し」とした頑張った手だが、黒11から強烈な攻めで大石の半分をもぎ取る。しかし白は諸方の石を捨てて逃げ切り、白4目勝ち。